# Nautical Channel
Nautical Channel ist ein Fernsehsender, der sich dem Segeln widmet.

## Programm
Gesendet werden Berichte und Übertragungen der wichtigsten Regatten, Interviews über die Stars des Segelns sowie Dokumentationen über die schönsten Segelgebiete.
Außerdem zeigt Nautical Channel als einziger Sender im deutschen Kabelnetz Berichte über die ASP World Tour, die „Weltmeisterschaft des Surfens“.
Im Dezember 2011 nannte sich der Sender in Nautical Channel um. Vorher hieß er seit Oktober 2007 Yacht & Sail Channel und bis dahin Sailing Channel.
Das Programm wird auf Deutsch, Englisch, Französisch und Italienisch ausgestrahlt. Die Sendezentrale befindet sich in Mailand, Italien. Sendestart war 2001.

## Empfang
Nautical Channel wird digital über den Satelliten Hotbird verbreitet und ist im Kabel im Rahmen der Programmbouquets von Kabel BW, Kabelkiosk, Unitymedia und wilhelm.tel zu empfangen.